# Osek (zámek, okres Strakonice)
Osek je tvrz přestavěná na zámek ve stejnojmenné obci v okrese Strakonice. Panské sídlo stojí v Oseku od patnáctého století. Původní tvrz byla přestavěna nejprve v renesančním slohu, ale dochovaná podoba je výsledkem úprav z devatenáctého století a zejména novobarokní přestavby z roku 1911. Zámecký areál je chráněn jako kulturní památka. V zámku sídlí Domov pro osoby se zdravotním postižením.

## Historie
Předchůdcem zámku bývala tvrz, kterou v patnáctém století založil rod Oseckých z Brloha. Prvním z nich byl Absolon z Brloha připomínaný roku 1442. Po něm následoval Jan, který v Oseku sídlil do roku 1489. Na počátku šestnáctého století tvrz patřila bratrům Petrovi a Absolonovi a posledním příslušníkem rodu byl Jan Osecký z Brloha uváděný roku 1529. Zemřel jako bezdětný a osecký statek po něm zdědily sestry Dorota, Lidmila a Kateřina, které jej prodaly i s dalším majetkem Jiřímu Čejkovi z Olbramovic. Jiří potom žil v Oseku až do své smrti v roce 1576. Jeho starší synové zdědili Brloh a Rovnou, ale Osek připadl nejmladšímu Václavovi, který zemřel krátce před rokem 1593. Někdy během druhé poloviny šestnáctého století byla tvrz renesančně přestavěna. Václavovi synové se rozdělili o majetek tak, že starší Jiří získal Osek a Zdeněk Kbelnici. Jiří však svůj podíl postoupil Zdeňkovi, který poté v Oseku sídlil do roku 1623, kdy mu byl majetek zkonfiskován za účast na stavovském povstání v letech 1618–1620. Někdy v té době vesnici i s tvrzí vypálili císařští vojáci.
Hned roku 1623 Osek koupil místodržící Karel z Lichtenštejna a obratem jej prodal Ferdinandu Rudolfovi Lažanskému z Bukové. Jeho syn Maximilián Lažanský připojil Osek k Bratronicím a osecká tvrz už sloužila pouze jako sídlo úředníků. Lažanští z Bukové Osek vlastnili do roku 1737. Po smrti Adama Lažanského byl v roce 1739 prodán v exekuční dražbě Františku Janovskému z Janovic. Statek v té době tvořila tvrz s pivovarem, dvory v Oseku a Kbelnici a vesnice Osek, Petrovice, Kbelnice, Sedlíkovice a Paračov.
Janovským patřil Osek jen krátkou dobu. Brzy jej získal Jindřich Vítanovský z Vlčkovic a nejspíše už před rokem 1750 ho koupila hraběnka Marie Aloisie Rajská z Dubnic, rozená Morzinová. Její syn František Václav Rajský z Dubnice statek prodal Matyášovi Janu Kučerovi z Prahy, od jehož syna jej roku 1825 získali manželé František a Josefa Daubkovi. Rytíř Eduard Daubek spolu se svým stejnojmenným synem nechali osecký zámek upravit a přestavět v novobarokním slohu. Významná přestavba proběhla roku 1911 podle projektu vídeňského architekta Huga Leuthendorfa. Po Eduardovi mladším zámek zdědila manželka Marie a od roku 1945 jej spravoval československý stát.

## Stavební podoba
Jednopatrový zámek má čtyři křídla postavená kolem malého nádvoří. Střed hlavního průčelí zdůrazňuje rizalit, nad kterým stojí hranolová věž. Do dvora se vjíždí průjezdy v severním a jižním křídle. Ve východním křídle se dochovaly zdi bývalé tvrze a renesanční hřebínkové klenby. Pokoje v prvním patře jsou zdobené štukováním a alegorickými nástěnnými obrazy od malíře Bohumila Doubka. Součástí zámku je bývalá kaple Nanebevzetí Panny Marie (podle Karla Třísky byla zasvěcena svatému Janu Nepomuckému) s valenou klenbou a novogotickým oltářem. Malíř Jiří Rejsek kapli v roce 1972 vyzdobil dvěma medailóny. Součástí památkově chráněného areálu je anglický park z počátku dvacátého století.